# Bob Hill

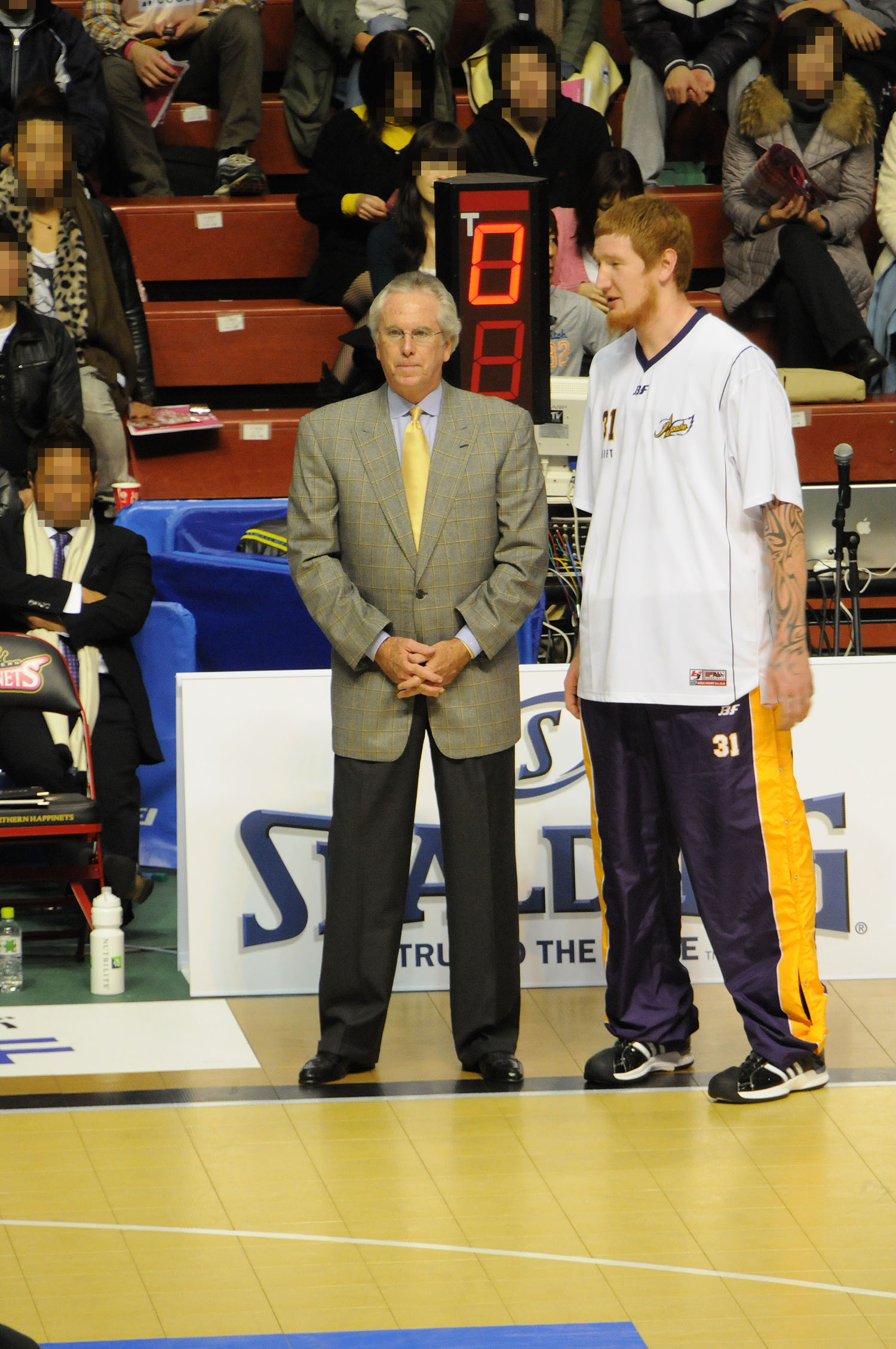
Bob Hill

Robert G. Hill (Pittsburgh, 24 de novembro de 1948) é um treinador de basquete estadunidense. Iniciou sua carreira no New York Knicks na temporada de 1986-87, tendo sido transferido para o Indiana Pacers onde ficou por três temporadas, nas quais levou a equipe para os playoffs. Foi para o San Antonio Spurs em 1993, e obteve o melhor rendimento de sua carreira, ao conquistar 62 vitórias na temporada regular. Na temporada seguinte, acabou sendo derrotado pelo Houston Rockets na final da conferência oeste. No final da temporada 1996-97 foi substituído por Gregg Popovich.
Após quase uma década treinando no basquete colegial, Hill retornou a NBA, substituindo Bob Weiss como treinador principal do Seattle SuperSonics, após o time iniciar a temporada 2005-06 com a sequência 13-17. Serviu de assistente técnico no ano seguinte, até pedir demissão em 24 de abril de 2007.